# Natalia Avelon
Natalia Avelon (Breslavia, Polonia, 29 de marzo de 1980) es una actriz de cine y televisión además de cantante de doble nacionalidad polaco-alemana. Su nombre real es Natalia Siwek.

## Biografía
Nació en Breslavia (Breslavia),  Polonia y durante su infancia residió en Polonia con su familia hasta que se mudaron a Ettlingen, Alemania donde adquirió la nacionalidad germana.
Entre otros papeles destaca el personaje de Uschi Obermaier (ídolo de la generación hippie del 68) en la película "Das Wilde Leben" ('Vida Salvaje') del director alemán Achim Bornhak. Ha realizado varias participaciones en filmes dramáticos y románticos, su estilo actoral es intenso y la han encasillado como sex simbol. 
Ha hecho dúo con el cantante Ville Valo para una canción de Nancy Sinatra y Lee Hazlewood; se trata del tema "Summer Wine", que forma parte de la banda sonora del film "Das Wilde Leben" y es también un videoclip. Su carrera como cantante en solitario ha ido en progreso con canciones estilo chill out.